# Saint-Thierry
Saint-Thierry település Franciaországban, Marne megyében. Lakosainak száma 603 fő (2022. január 1.). Saint-Thierry Thil, Saint-Brice-Courcelles, Courcy, Merfy, Pouillon és Reims községekkel határos.

## Népesség
A település népessége az elmúlt években az alábbi módon változott:
| Lakosok száma | 430  | 578  | 550  | 610  | 625  | 645  | 627  | 616  | 611  | 603  |
|               | 1968 | 1982 | 1990 | 2006 | 2013 | 2015 | 2017 | 2019 | 2020 | 2022 |